# Louis Féraud
Pour les articles homonymes, voir Féraud.
 (octobre 2013).
Si vous disposez d'ouvrages ou d'articles de référence ou si vous connaissez des sites web de qualité traitant du thème abordé ici, merci de compléter l'article en donnant les références utiles à sa vérifiabilité et en les liant à la section « Notes et références ».
Louis Féraud, né à Gagnières (Gard) le 13 février 1920 et mort le 28 décembre 1999 dans le 8e arrondissement de Paris, est un couturier et artiste français.

## Biographie
Fils de Joseph Henri Féraud (1878-1939), boulanger et de Berthe Louise Domergue (1888-1950). Autodidacte, il est successivement électricien, maître nageur et responsable d'un magasin de sport à Cannes. Arrêté par la Gestapo, il s'évade et décide de changer de métier après avoir été hébergé à Paris par le chroniqueur Yvan Audouard, un autre Arlésien (d'adoption).
En 1947, il crée sa boutique de mode à Cannes et à Paris au 88 faubourg Saint-Honoré.
En 1955, il fonde sa boutique de prêt à porter à Paris, où il vend ses créations.
En 1958, il lance sa maison de couture. Sa renommée vient dans les années 1960 lorsqu'il habille la plastique de Brigitte Bardot. Avec Vadim, Féraud contribue à créer la femme moderne. Sa mode est gaie, naïve et ensoleillée. C’est à cette époque qu’il se lance dans la haute couture. Il est dès lors porté par un tourbillon de bonheur et d’émancipation.
Dès 1968, il propose en parallèle de ses collections de Haute Couture, une ligne de prêt à porter. 
A partir de 1970, il crée des collections de prêt à porter pour la maison de mode allemande Fink.
En 1975, il diversifie son activité et se lance dans la mode masculine.
En 1986, c’est la consécration : il reçoit le Dé d'or. Dans ses ateliers, il forme Jean-Louis Scherrer, Margit Brandt et Per Spook. 
Féraud acquiert également une renommée comme peintre de nus et de paysages et se découvre aussi une âme de romancier. Il fait paraître L’Été des pingouins, aux éditions Julliard, et l’Hiver des fous aux Presses de la Cité. Chez lui se pressent les célébrités du moment, Romain Gary ou Roman Polanski.
Louis Féraud a épousé en premières noces le 28 novembre 1948 à Paris (9e arrondissement) Alice Boivin, née le 6 décembre 1921 à Paris (15e arrondissement) et en secondes noces, le 23 mars 1967 à Paris (8e arrondissement) Mia Vigoureux-Fonssagrives, dont est issue Martine Dominique Féraud (surnommée Kiki), née le 28 novembre 1948 à Arles.
Après sa mort, des suites de la maladie d'Alzheimer, il est inhumé dans la cité d'Arles.

### Postérité
Son nom a été donné à une marque de parfums.